# Шунет (озеро)
Шунет — меромиктическое горько-солёное озеро на территории Ширинского района Хакасии. Относится к Белё-Ширинской бессточной области. Расположено в 7 км южнее озера Шира.
Площадь 46 га, длина береговой линии 2,9 км. Абсолютная отметка уреза воды 417 м. Максимальная глубина около 6 м. Минерализация достигает 66 г/л. Рассол буро-красноватого оттенка.
Вода сульфатно-хлоридная, натриево-магниевая.
На ранних этапах освоения озеро рассматривалось как источник поваренной соли. В конце XIX века в озере обнаружены лечебные грязи. Гидрологический памятник природы (1988 г.) В XX веке грязи были в значительной степени израсходованы приезжающими на лечение, в настоящее время толщина грязевого слоя составляет около метра.
По берегам озера растут солянки. Зимой озеро не замерзает.